# 富時中國A50指數
富時中國A50指數是由英国富时指数公司推出的中國內地A股市場的一個指數，是富時中國指數系列的旗艦指數。包含了在上海或深圳證券交易所上市的股票中市值最大的50家A股公司。
季度審核於每年的三月、六月、九月和十二月進行，以確保該指數能反映中國市場的表現。

## 連結
- 富時中國A50指數 （页面存档备份，存于）